# Wirkmedium
Als Wirkmedium wird ein Fertigungshilfsmittel bezeichnet, das im Rahmen eines Fertigungsverfahrens oder -vorgangs durch verschiedene Energieformen sowie durch chemische Reaktionen Veränderungen am Werkstück hervorruft.
Wirkmedien können sein:
- feste Stoffe, z. B. das Granulat beim Sandstrahlen
- flüssige Stoffe, z. B. die Emulsion in der Härtetechnik und Hochdruckumformung oder die Säure beim Beizen
- gasförmige Stoffe.